# Bredhuvudspindel
Bredhuvudspindel (Araeoncus crassiceps) är en spindelart som först beskrevs av Westring 1861.  Bredhuvudspindel ingår i släktet Araeoncus och familjen täckvävarspindlar. Arten är reproducerande i Sverige. Inga underarter finns listade.